# Ксанаев, Марат Нажмудинович
Мара́т Нажмуди́нович Ксана́ев  (5 марта 1981) — российский футболист, выступавший на позиции опорного полузащитника. Сыграл 2 матча в высшей лиге Казахстана и более 170 матчей в первом дивизионе России.

## Карьера
На взрослом уровне начал заниматься футболом в нальчикском «Спартаке», первое время выступал за его дублирующий состав. За основной состав сыграл первый матч 25 июля 2001 года в турнире первого дивизиона против «Нефтехимика». До 2004 года играл в основном за дубль, а в матчах первой команды выходил на замену. В сезоне 2005, когда команда завоевала право выйти в премьер-лигу, полузащитник сыграл в 33 матчах, но на следующий сезон уже не попадал в состав.
Летом 2006 года перешёл на правах аренды в «Волгарь» из Астрахани, а затем выступал за новороссийский «Черноморец». В 2008 году стал самым грубым игроком первого дивизиона (по числу жёлтых и красных карточек), причём оба своих удаления заработал в матчах против «Урала».
Весной 2009 года перешёл в казахстанский «Атырау», дебютный матч в чемпионате страны сыграл 14 марта 2009 года против «Кызылжара». Сыграв два матча в чемпионате и один в Кубке Казахстана, футболист уже в мае покинул клуб и вернулся в «Черноморец», где провёл ещё три сезона и в 2010 году победил в турнире второй лиги. Однако ко второй половине переходного сезона 2011/12 клуб уже не был заинтересован в его услугах, и в марте 2012 года клуб и Ксанаев расторгли контракт по обоюдному согласию сторон.
В 2012 году вернулся в «Спартак-Нальчик», но в этот раз его составе провёл только один кубковый матч. В 2013 году выступал за любительский клуб «Логоваз» (Бабугент), в его составе стал чемпионом республики и был признан лучшим полузащитником чемпионата.
С 2015 года работает тренером-селекционером нальчикского «Спартака».

## Достижения
«Спартак-Нальчик»
- 2-е место в Первом дивизионе России (выход в Высший дивизион): 2005

## Статистика
| 2001    | Спартак-Нальчик   | Первый дивизион       | 1  | 0 | — | — | — | — | 1  | 0 |
| 2002    | Спартак-Нальчик   | Первый дивизион       | 6  | 0 | 1 | 0 | — | — | 7  | 0 |
| 2003    | Спартак-Нальчик   | Первый дивизион       | 15 | 1 | 1 | 0 | — | — | 16 | 1 |
| 2004    | Спартак-Нальчик   | Первый дивизион       | 16 | 0 | — | — | — | — | 16 | 0 |
| 2005    | Спартак-Нальчик   | Первый дивизион       | 32 | 1 | 2 | 0 | — | — | 34 | 1 |
| 2006    | Спартак-Нальчик-д | Дублеры. Премьер‑лига | 2  | 0 | 1 | 0 | — | — | 3  | 0 |
| 2006    | Волгарь-Газпром   | Первый дивизион       | 20 | 2 | — | — | — | — | 20 | 2 |
| 2007    | Черноморец        | Второй дивизион. Юг   | 18 | 1 | 3 | 1 | 4 | 1 | 25 | 3 |
| 2008    | Черноморец        | Первый дивизион       | 35 | 1 | 1 | 0 | — | — | 36 | 1 |
| 2009    | Атырау            | Премьер-лига          | 2  | 0 | — | — | — | — | 2  | 0 |
| 2009    | Черноморец        | Первый дивизион       | 14 | 0 | — | — | — | — | 14 | 0 |
| 2010    | Черноморец        | Второй дивизион. Юг   | 28 | 4 | 4 | 1 | 4 | 1 | 36 | 6 |
| 2011/12 | Черноморец        | ФНЛ                   | 32 | 1 | — | — | — | — | 32 | 1 |